# Carlos Bianchi
Carlos Bianchi (Buenos Aires, 26 aprile 1949) è un ex calciatore, allenatore di calcio e dirigente sportivo argentino.
Attaccante molto prolifico, ha speso la sua carriera da calciatore tra l'Argentina e la Francia.
Da allenatore, ha vinto 7 campionati argentini (3 con il Vélez Sarsfield e 4 con il Boca Juniors), 4 Coppe Libertadores (una con il Vélez e 3 con il Boca Juniors), 3 Coppe Intercontinentali (una con il Vélez e 2 con il Boca Juniors) e una Coppa Interamericana (con il Vélez). A livello individuale è stato nominato 5 volte Allenatore sudamericano dell'anno da El País (1994, 1998, 2000, 2001, 2003) e 2 volte Allenatore di club dell'anno dall'IFFHS (2000 e 2003).

## Biografia

### Calciatore
Nato a Buenos Aires, ma di origini italiane, Bianchi crebbe nelle giovanili della squadra locale del Vélez Sársfield, che lo fece esordire in massima serie il 23 luglio 1967 in un match casalingo contro il Boca Juniors. Al suo primo anno con la maglia da titolare, nel 1970, Bianchi conquistò subito il suo primo titolo di capocannoniere del campionato argentino segnando 18 goal nel Nacional, seguito subito da un altro titolo nel successivo Metropolitano, ottenuto segnando 36 goal. Durante questo periodo Bianchi fu inoltre convocato in nazionale, totalizzando, fino al 1973, quattordici presenze ed otto goal.
Sempre nel 1973, Bianchi fu acquistato dalla squadra francese dello Stade de Reims, in cui militò fino al 1977 vincendo tre volte il titolo di capocannoniere del campionato, quindi passò al Paris Saint-Germain dove rimase due anni continuando a confermarsi miglior realizzatore del campionato. Nel 1979 Bianchi fu acquistato dallo Strasburgo, allora squadra campione di Francia in carica, con cui giocò solamente per una stagione senza riuscire ad esprimersi al massimo delle sue potenzialità a causa di incomprensioni con l'allenatore.
Alla fine del campionato Bianchi tornò in Argentina tra le file del Vélez Sársfield, in cui rimase quattro anni vincendo nel 1981 il titolo di capocannoniere del Nacional, quindi nel 1984 tornò in Francia allo Stade de Reims, squadra in cui l'anno successivo si ritirò dal calcio giocato.

### Allenatore
Conclusa la carriera da calciatore, Bianchi rimase nello Stade de Reims come allenatore, restando alla guida della squadra fino al 1989. Dopo due esperienze con il Nizza e il Paris FC durate entrambe un anno, Bianchi si ritirò temporaneamente per poi allenare, a partire dal 1993, il Vélez Sársfield, la squadra che lo aveva lanciato come calciatore. Durante la gestione di Bianchi il Vélez Sársfield attraversò uno dei periodi migliori della sua storia vincendo tre campionati, una Copa Libertadores, una Coppa Intercontinentale (vinta ai danni del Milan) e una Coppa Interamericana.
Così il presidente della Roma Franco Sensi lo ingaggiò come allenatore della squadra, nell'estate del 1996, e lo esonerò nell'aprile 1997 a seguito dei risultati deludenti (in particolare, dopo una sconfitta per 2-1 a Cagliari). Carlos Bianchi tuttavia lasciò la squadra capitolina al settimo posto della classifica, mentre a fine campionato la Roma si salvò dalla retrocessione per soli quattro punti. Nel 1998 Bianchi, dopo un anno di pausa, fu ingaggiato come allenatore del Boca Juniors, che guidò fino al 2001 vincendo tre campionati, due Coppe Libertadores e laureandosi campione del mondo per la seconda volta nel 2000, battendo il Real Madrid. Tali titoli gli valsero nel 2000 il premio di miglior allenatore dell'anno secondo la IFFHS.
Bianchi tornò nel Boca Juniors per una seconda volta nel 2003 vincendo il campionato di Apertura, la sua quarta Copa Libertadores e laureandosi campione del mondo per la terza volta, ancora a spese del Milan. Grazie a questa seconda scia di vittorie Bianchi fu per la seconda volta eletto dalla IFFHS migliore allenatore. Dopo un anno di pausa, Bianchi fu ingaggiato dall'Atletico Madrid per la stagione 2005-06, rimanendo sulla panchina del club fino alla diciottesima giornata.
Nel 2013, a 9 anni di distanza dall'ultima volta, tornò sulla panchina del Boca Juniors, ma l'esperienza si concluse già ad agosto 2014.

### Dirigente
Dal 30 dicembre 2008 al 15 gennaio 2010, ricoprì l'incarico di direttore tecnico del Boca Juniors.

## Statistiche

### Presenze in campionato[1][2]
| Stagione                   | Squadra                    | Campionato                 | Campionato | Campionato | Coppe nazionali | Coppe nazionali | Coppe nazionali | Coppe continentali | Coppe continentali | Coppe continentali | Altre coppe | Altre coppe | Altre coppe | Totale | Totale |
| Stagione                   | Squadra                    | Comp                       | Pres       | Reti       | Comp            | Pres            | Reti            | Comp               | Pres               | Reti               | Comp        | Pres        | Reti        | Pres   | Reti   |
| -------------------------- | -------------------------- | -------------------------- | ---------- | ---------- | --------------- | --------------- | --------------- | ------------------ | ------------------ | ------------------ | ----------- | ----------- | ----------- | ------ | ------ |
| 1967                       | Vélez Sarsfield            | PD                         | 3          | 0          | -               | -               | -               | -                  | -                  | -                  | -           | -           | -           | 3      | 0      |
| 1968                       | Vélez Sarsfield            | PD                         | 18         | 9          | -               | -               | -               | -                  | -                  | -                  | -           | -           | -           | 18     | 9      |
| 1969                       | Vélez Sarsfield            | PD                         | 27         | 17         | -               | -               | -               | -                  | -                  | -                  | -           | -           | -           | 27     | 17     |
| 1970                       | Vélez Sarsfield            | PD                         | 23         | 20         | -               | -               | -               | -                  | -                  | -                  | -           | -           | -           | 23     | 20     |
| 1971                       | Vélez Sarsfield            | PD                         | 46         | 42         | -               | -               | -               | -                  | -                  | -                  | -           | -           | -           | 46     | 42     |
| 1972                       | Vélez Sarsfield            | PD                         | 37         | 27         | -               | -               | -               | -                  | -                  | -                  | -           | -           | -           | 37     | 27     |
| 1973                       | Vélez Sarsfield            | PD                         | 11         | 6          | -               | -               | -               | -                  | -                  | -                  | -           | -           | -           | 11     | 6      |
| 1973-1974                  | Stade Reims                | D1                         | 33         | 30         | CF              | 8               | 8               | -                  | -                  | -                  | -           | -           | -           | 41     | 38     |
| 1974-1975                  | Stade Reims                | D1                         | 16         | 15         | CF              | -               | -               | -                  | -                  | -                  | -           | -           | -           | 16     | 15     |
| 1975-1976                  | Stade Reims                | D1                         | 38         | 34         | CF              | 5               | 5               | -                  | -                  | -                  | -           | -           | -           | 43     | 39     |
| 1976-1977                  | Stade Reims                | D1                         | 37         | 28         | CF              | 7               | 10              | -                  | -                  | -                  | -           | -           | -           | 44     | 38     |
| 1977-1978                  | Paris Saint-Germain        | D1                         | 38         | 37         | CF              | 3               | 2               | -                  | -                  | -                  | -           | -           | -           | 41     | 39     |
| 1978-1979                  | Paris Saint-Germain        | D1                         | 36         | 27         | CF              | 3               | 5               | -                  | -                  | -                  | -           | -           | -           | 39     | 32     |
| Totale Paris Saint-Germain | Totale Paris Saint-Germain | Totale Paris Saint-Germain | 74         | 64         |                 | 6               | 7               |                    | -                  | -                  |             | -           | -           | 80     | 71     |
| 1979-1980                  | Strasburgo                 | D1                         | 22         | 8          | CF              | -               | -               | CC                 | 3                  | 3                  | -           | -           | -           | 25     | 11     |
| 1980                       | Vélez Sarsfield            | PD                         | 9          | 5          | -               | -               | -               | -                  | -                  | -                  | -           | -           | -           | 9      | 5      |
| 1981                       | Vélez Sarsfield            | PD                         | 44         | 21         | -               | -               | -               | -                  | -                  | -                  | -           | -           | -           | 44     | 21     |
| 1982                       | Vélez Sarsfield            | PD                         | 50         | 29         | -               | -               | -               | -                  | -                  | -                  | -           | -           | -           | 50     | 29     |
| 1983                       | Vélez Sarsfield            | PD                         | 39         | 24         | -               | -               | -               | -                  | -                  | -                  | -           | -           | -           | 39     | 24     |
| 1984                       | Vélez Sarsfield            | PD                         | 17         | 6          | -               | -               | -               | -                  | -                  | -                  | -           | -           | -           | 17     | 6      |
| Totale Vélez Sarsfield     | Totale Vélez Sarsfield     | Totale Vélez Sarsfield     | 324        | 206        |                 | -               | -               |                    | -                  | -                  |             | -           | -           | 324    | 206    |
| 1984-1985                  | Stade Reims                | D2                         | 18         | 8          | CF              | -               | -               | -                  | -                  | -                  | -           | -           | -           | 18     | 8      |
| Totale Stade Reims         | Totale Stade Reims         | Totale Stade Reims         | 142        | 115        |                 | 20              | 23              |                    | -                  | -                  |             | -           | -           | 162    | 138    |
| Totale carriera            | Totale carriera            | Totale carriera            | 562        | 393        |                 | 26              | 30              |                    | 3                  | 3                  |             | -           | -           | 591    | 426    |

### Statistiche da allenatore
Statistiche aggiornate al 3 agosto 2025. In grassetto le competizioni vinte.
| Stagione               | Squadra                | Campionato             | Campionato | Campionato | Campionato | Campionato | Coppe nazionali | Coppe nazionali | Coppe nazionali | Coppe nazionali | Coppe nazionali | Coppe continentali | Coppe continentali | Coppe continentali | Coppe continentali | Coppe continentali | Altre coppe | Altre coppe | Altre coppe | Altre coppe | Altre coppe | Totale | Totale | Totale | Totale | % Vittorie | Piazzamento |
| Stagione               | Squadra                | Comp                   | G          | V          | N          | P          | Comp            | G               | V               | N               | P               | Comp               | G                  | V                  | N                  | P                  | Comp        | G           | V           | N           | P           | G      | V      | N      | P      | % Vittorie | Piazzamento |
| ---------------------- | ---------------------- | ---------------------- | ---------- | ---------- | ---------- | ---------- | --------------- | --------------- | --------------- | --------------- | --------------- | ------------------ | ------------------ | ------------------ | ------------------ | ------------------ | ----------- | ----------- | ----------- | ----------- | ----------- | ------ | ------ | ------ | ------ | ---------- | ----------- |
| mar.-giu. 1985         | Stade Reims            | D2                     | 11         | 3          | 1          | 7          | CF              | -               | -               | -               | -               | -                  | -                  | -                  | -                  | -                  | -           | -           | -           | -           | -           | 11     | 3      | 1      | 7      | 27,27      | Sub. 12º    |
| 1985-1986              | Stade Reims            | D2                     | 34         | 17         | 9          | 8          | CF              | 1               | 0               | 0               | 1               | -                  | -                  | -                  | -                  | -                  | -           | -           | -           | -           | -           | 35     | 17     | 9      | 9      | 48,57      | 4º          |
| 1986-1987              | Stade Reims            | D2                     | 34         | 18         | 7          | 9          | CF              | 9               | 5               | 0               | 4               | -                  | -                  | -                  | -                  | -                  | -           | -           | -           | -           | -           | 43     | 23     | 7      | 13     | 53,49      | 4º          |
| 1987-1988              | Stade Reims            | D2                     | 34         | 12         | 11         | 11         | CF              | 9               | 6               | 1               | 2               | -                  | -                  | -                  | -                  | -                  | -           | -           | -           | -           | -           | 32     | 18     | 12     | 13     | 56,25      | 4º          |
| Totale Stade de Reims  | Totale Stade de Reims  | Totale Stade de Reims  | 113        | 50         | 28         | 35         |                 | 19              | 11              | 1               | 7               |                    | -                  | -                  | -                  | -                  |             | -           | -           | -           | -           | 132    | 61     | 29     | 42     | 46,21      |             |
| 1989-1990              | Nizza                  | D1                     | 38+2       | 9+1        | 13+0       | 16+1       | CF              | 1               | 0               | 0               | 1               | -                  | -                  | -                  | -                  | -                  | -           | -           | -           | -           | -           | 41     | 10     | 13     | 18     | 24,39      | 18º         |
| gen.-giu. 1993         | Vélez Sarsfield        | C                      | 19         | 10         | 7          | 2          | -               | -               | -               | -               | -               | -                  | -                  | -                  | -                  | -                  | -           | -           | -           | -           | -           | 19     | 10     | 7      | 2      | 52,63      | 1º          |
| 1993-1994              | Vélez Sarsfield        | A+C                    | 19+19      | 8+4        | 7+7        | 4+8        | -               | -               | -               | -               | -               | CL                 | 14                 | 6                  | 5                  | 3                  | -           | -           | -           | -           | -           | 52     | 18     | 19     | 15     | 34,62      | 2°+18º      |
| 1994-1995              | Vélez Sarsfield        | A+C                    | 19+19      | 9+12       | 6+4        | 4+3        | -               | -               | -               | -               | -               | CL                 | 4                  | 1                  | 3                  | 0                  | CInt.+RS    | 1+1         | 1+0         | 0+0         | 0+1         | 44     | 23     | 13     | 8      | 52,27      | 3º+3º       |
| 1995-1996              | Vélez Sarsfield        | A+C                    | 19+19      | 13+11      | 2+7        | 4+1        | -               | -               | -               | -               | -               | -                  | -                  | -                  | -                  | -                  | SS+CI       | 2+2         | 0+1         | 0+1         | 2+0         | 42     | 25     | 10     | 7      | 59,52      | 1º+1º       |
| Totale Vélez Sarsfield | Totale Vélez Sarsfield | Totale Vélez Sarsfield | 133        | 67         | 40         | 26         |                 | -               | -               | -               | -               |                    | 18                 | 7                  | 8                  | 3                  |             | 6           | 2           | 1           | 3           | 156    | 75     | 49     | 32     | 48,08      |             |
| 1996-apr. 1997         | Roma                   | A                      | 27         | 9          | 9          | 9          | CI              | 1               | 0               | 0               | 1               | CU                 | 4                  | 3                  | 0                  | 1                  | -           | -           | -           | -           | -           | 32     | 12     | 9      | 11     | 37,50      | Eson.       |
| 1998-1999              | Boca Juniors           | A+C                    | 19+19      | 13+13      | 6+5        | 0+1        | -               | -               | -               | -               | -               | CM                 | 8                  | 3                  | 1                  | 4                  | -           | -           | -           | -           | -           | 46     | 29     | 12     | 5      | 63,04      | 1º+1°       |
| 1999-2000              | Boca Juniors           | A+C                    | 19+19      | 12+12      | 5+5        | 2+2        | -               | -               | -               | -               | -               | CM+CL              | 6+14               | 3+7                | 1+4                | 2+3                | -           | -           | -           | -           |             | 58     | 34     | 15     | 9      | 58,62      | 3º+7°       |
| 2000-2001              | Boca Juniors           | A+C                    | 19+19      | 12+8       | 5+6        | 2+5        | -               | -               | -               | -               | -               | CM+CL              | 8+14               | 3+9                | 4+3                | 1+2                | CInt.       | 1           | 1           | 0           | 0           | 61     | 33     | 18     | 10     | 54,10      | 1º+3º       |
| 2001                   | Boca Juniors           | A                      | 18         | 9          | 5          | 4          | -               | -               | -               | -               | -               | CM                 | 6                  | 1                  | 3                  | 2                  | CInt.       | 1           | 0           | 0           | 1           | 25     | 10     | 8      | 7      | 40,00      | Dimis.      |
| gen.-giu. 2003         | Boca Juniors           | C                      | 19         | 12         | 3          | 4          | -               | -               | -               | -               | -               | CL                 | 14                 | 10                 | 2                  | 2                  | -           | -           | -           | -           | -           | 33     | 22     | 5      | 6      | 66,67      | 2º          |
| 2003-2004              | Boca Juniors           | A+C                    | 19+19      | 11+10      | 6+6        | 2+3        | -               | -               | -               | -               | -               | CS+CL              | 4+14               | 1+7                | 1+4                | 2+3                | CInt.       | 1           | 0           | 1           | 0           | 57     | 29     | 18     | 10     | 50,88      | 1º+2º       |
| 2005-gen. 2006         | Atlético Madrid        | PD                     | 18         | 4          | 8          | 6          | CR              | 3               | 2               | 0               | 1               | -                  | -                  | -                  | -                  | -                  | -           | -           | -           | -           | -           | 21     | 6      | 8      | 6      | 28,57      | Eson.       |
| gen.-giu 2013          | Boca Juniors           | F                      | 19         | 3          | 9          | 7          | CA              | 2               | 1               | 0               | 1               | CL                 | 10                 | 4                  | 3                  | 3                  | SA          | 1           | 0           | 1           | 0           | 32     | 8      | 13     | 11     | 25,00      | 19º         |
| 2013-2014              | Boca Juniors           | I+F                    | 19+19      | 8+9        | 5+5        | 6+5        | -               | -               | -               | -               | -               | -                  | -                  | -                  | -                  | -                  | -           | -           | -           | -           | -           | 27     | 16     | 7      | 4      | 59,26      | 7º+2º       |
| lug.-ago. 2014         | Boca Juniors           | I                      | 4          | 1          | 0          | 3          | CA              | 1               | 0               | 0               | 1               | -                  | -                  | -                  | -                  | -                  | -           | -           | -           | -           | -           | 5      | 1      | 0      | 4      | 20,00      | Eson.       |
| Totale Boca Juniors    | Totale Boca Juniors    | Totale Boca Juniors    | 250        | 133        | 71         | 46         |                 | 3               | 1               | 0               | 2               |                    | 98                 | 48                 | 26                 | 24                 |             | 4           | 1           | 2           | 1           | 355    | 183    | 99     | 73     | 51,55      |             |
| Totale carriera        | Totale carriera        | Totale carriera        | 581        | 273        | 169        | 139        |                 | 27              | 14              | 1               | 12              |                    | 120                | 58                 | 34                 | 28                 |             | 10          | 3           | 3           | 4           | 738    | 348    | 207    | 183    | 47,15      |             |

## Palmarès

### Giocatore

#### Club
- Campionato argentino: 1

Vélez Sársfield: Nacional 1968

#### Individuale
- Capocannoniere del campionato argentino: 3

Nacional 1970, Metropolitano 1971, Nacional 1981
- Capocannoniere del campionato francese: 5

1973-74, 1975-76, 1976-77, 1977-78, 1978-79

### Allenatore

#### Club

##### Competizioni nazionali
- Campionato argentino: 7  (record condiviso con Ángel Labruna e Ramon Diaz)

Vélez Sarsfield: Clausura 1993, Apertura 1995, Clausura 1996
Boca Juniors: Apertura 1998, Clausura 1999, Apertura 2000, Apertura 2003

##### Competizioni internazionali
- Coppa Libertadores: 4 (record)

Vélez Sarsfield: 1994
Boca Juniors: 2000, 2001, 2003
- Coppa Intercontinentale: 3  (record)

Vélez Sarsfield: 1994
Boca Juniors: 2000, 2003
- Coppa Interamericana: 1

Vélez Sarsfield: 1996

#### Individuale
- Allenatore sudamericano dell'anno: 5  (record)

1994, 1998, 2000, 2001, 2003
- Allenatore dell'anno IFFHS: 2

2000, 2003